# جزر هرقلي
جزر هرقلي (الاسم العلمي:Daucus herculeus) هو نوع من النباتات يتبع جنس الجزر من الفصيلة الخيمية.